# ヴィジブル・ワールド
『ヴィジブル・ワールド』（Visible World）は、1996年にECMレコードから発表した、ノルウェーのジャズ・サックス奏者、ヤン・ガルバレクによるアルバム。
7-8年かけて書き溜めてきた映画やテレビ、ドキュメンタリー、バレエの楽曲をスタジオで撮り直したアルバムであり、北アフリカの砂漠の風景やそれとはまた別の内なる意識の中にある情景等、様々なイメージがテーマとなっている。15曲目の「Evening Land」は、ノルウェーサーミ人の民族音楽、「ヨイク」の歌い手であるマリ・ボイネが参加。

## 収録曲
| 全作曲: ヤン・ガルバレク（以下を除く） *印はアフリカの伝統音楽（ヤンによるアレンジ）、**印はマリ・ボイネとの共作。 |                                                              |      | |       |
| # | タイトル                                                     | 作詞 | 作曲・編曲                                                                                                  | 時間  |
| 1. | 「"Red Wind"」(レッド・ウィンド)                             |      | ヤン・ガルバレク （以下を除く） *印はアフリカの伝統音楽（ヤンによるアレンジ）、**印は マリ・ボイネ との共作 | 3:52  |
| 2. | 「"The Creek"」(クリーク)                                    |      | ヤン・ガルバレク （以下を除く） *印はアフリカの伝統音楽（ヤンによるアレンジ）、**印は マリ・ボイネ との共作 | 4:30  |
| 3. | 「"The Survivor"」(サヴァイヴァー)                           |      | ヤン・ガルバレク （以下を除く） *印はアフリカの伝統音楽（ヤンによるアレンジ）、**印は マリ・ボイネ との共作 | 4:46  |
| 4. | 「"The Healing Smoke"」(ヒーリング・スモーク)                |      | ヤン・ガルバレク （以下を除く） *印はアフリカの伝統音楽（ヤンによるアレンジ）、**印は マリ・ボイネ との共作 | 7:13  |
| 5. | 「"Visible World Chiaro-"」(ヴィジブル・ワールド キアーロ―)  |      | ヤン・ガルバレク （以下を除く） *印はアフリカの伝統音楽（ヤンによるアレンジ）、**印は マリ・ボイネ との共作 | 4:07  |
| 6. | 「"Desolate Mountains I"」(デサリット・マウンテンズ)         |      | ヤン・ガルバレク （以下を除く） *印はアフリカの伝統音楽（ヤンによるアレンジ）、**印は マリ・ボイネ との共作 | 6:46  |
| 7. | 「"Desolate Mountains II"」(デサリット・マウンテンズ II)     |      | ヤン・ガルバレク （以下を除く） *印はアフリカの伝統音楽（ヤンによるアレンジ）、**印は マリ・ボイネ との共作 | 6:02  |
| 8. | 「"Visible World -Scuro"」(ヴィジブル・ワールド ―スキューロ) |      | ヤン・ガルバレク （以下を除く） *印はアフリカの伝統音楽（ヤンによるアレンジ）、**印は マリ・ボイネ との共作 | 4.32  |
| 9. | 「"Glulietta"」(ジュリエッタ)                                |      | ヤン・ガルバレク （以下を除く） *印はアフリカの伝統音楽（ヤンによるアレンジ）、**印は マリ・ボイネ との共作 | 3:45  |
| 10. | 「"Desolate Mountains III"」(デサリット・マウンテンズ III)   |      | ヤン・ガルバレク （以下を除く） *印はアフリカの伝統音楽（ヤンによるアレンジ）、**印は マリ・ボイネ との共作 | 1:28  |
| 11. | 「"Pygmy Lullaby"」(ピグミィ・ララバイ)                      |      | ヤン・ガルバレク （以下を除く） *印はアフリカの伝統音楽（ヤンによるアレンジ）、**印は マリ・ボイネ との共作 | 6:12  |
| 12. | 「"The Quest"」(探究)                                        |      | ヤン・ガルバレク （以下を除く） *印はアフリカの伝統音楽（ヤンによるアレンジ）、**印は マリ・ボイネ との共作 | 2:58  |
| 13. | 「"The Arrow"*」(矢)                                         |      | ヤン・ガルバレク （以下を除く） *印はアフリカの伝統音楽（ヤンによるアレンジ）、**印は マリ・ボイネ との共作 | 4:21  |
| 14. | 「"The Scythe"」(大鎌)                                       |      | ヤン・ガルバレク （以下を除く） *印はアフリカの伝統音楽（ヤンによるアレンジ）、**印は マリ・ボイネ との共作 | 1:48  |
| 15. | 「"Evening Land"**」(イヴニング・ランド)                     |      | ヤン・ガルバレク （以下を除く） *印はアフリカの伝統音楽（ヤンによるアレンジ）、**印は マリ・ボイネ との共作 | 12:29 |

## パーソネル
- ヤン・ガルバレク - ソプラノ・サクソフォーン、テナー・サクソフォーン、キーボード、パーカッション、Meraaker クラリネット[2]
- ライナー・ブリューニングハウス - ピアノ、シンセサイザー(#3, 4, 6, 7, 10-12)
- エバーハルト・ウェーバー - ベース(#2, 3, 7, 8, 11, 12)
- マヌ・カチェ - ドラム(#2, 3, 11, 13)
- マリリン・マズール - ドラム (#6, 7, 9), パーカッション(#1, 4, 5, 8, 9, 11-13, 15)
- トリロク・グルトゥ - タブラ (#13)
- マリ・ボイネ（Mari Boine） - ボーカル (#15)